# James Gabriel
Pour les articles homonymes, voir Gabriel.
James Gabriel est un homme politique mohawk au Québec. Il était le grand chef de sa nation. En raison de conflits politiques, sa maison a été brûlée en 2004, durant la «crise de Kanesatake». Il a par la suite été battu aux élections de 2005 par Steven Bonspille